# Aleochara nidicola
Aleochara nidicola är en skalbaggsart som beskrevs av Jan Klimaszewski 1984. Aleochara nidicola ingår i släktet Aleochara och familjen kortvingar. Inga underarter finns listade i Catalogue of Life.